# محمد علی المحجوبی
محمد علی المحجوبی (انگلیسی: Mohamed Ali Mahjoubi؛ زادهٔ ۲۸ دسامبر ۱۹۶۶) بازیکن فوتبال اهل تونس است.
از باشگاه‌هایی که در آن بازی کرده‌است می‌توان به باشگاه فوتبال اسپرانس تونس، باشگاه فوتبال آینتراخت براونشوایگ اشاره کرد.
وی به همراه تیم ملی فوتبال تونس در بازی‌های المپیک تابستانی ۱۹۸۸ شرکت کرده است.